# نامزدهای انتخابات ریاست‌جمهوری ایران (۱۳۹۶)
نام‌نویسی نامزدهای دوازدهمین دوره انتخابات ریاست‌جمهوری ایران از ۲۲ تا ۲۶ فروردین ۱۳۹۶ برگزار شد که در کل ۱۶۳۶ نفر ثبت‌نام کردند؛ از این تعداد ۱۳۶ نفر زن و ۱۴۹۹ نفر مرد بودند. جوان‌ترین ثبت‌نام‌کننده ۱۸ سال فرید فرجی و مسن‌ترین ۹۲ سال داشت.
به گفتهٔ عباسعلی کدخدایی شورای نگهبان در انتخابات ریاست‌جمهوری اعلام رد صلاحیت نمی‌کند و فقط نام‌های واجدین شرایط به وزارت کشور ارسال می‌گردد.

## نامزدهای رسمی
وزارت کشور در تاریخ ۳۱ فروردین اسامی نهایی نامزدهای تأییدشده دوازدهمین دوره انتخابات ریاست جمهوری را اعلام نمود. اسامی به ترتیب حروف الفبا به شرح زیر است:
- سید مصطفی آقا میرسلیم، وزیر سابق فرهنگ و ارشاد اسلامی
- اسحاق جهانگیری، معاون اول رئیس‌جمهور سابق ایران
- حسن روحانی، رئیس‌جمهور سابق
- سید ابراهیم رئیسی، رئیس قوه قضاییه
- محمدباقر قالیباف، رئیس مجلس
- سید مصطفی هاشمی‌طبا، رئیس سابق سازمان تربیت بدنی

## ثبت‌نام کرده‌ها

### نامزدهای مشهور
| زمان ثبت‌نام | نام نامزد                 | نگاره | سمت یا سوابق | حزب یا گروه سیاسی | وضعیت            |
| ----------- | ------------------------- | ----- | --- | ----------------- | ---------------- |
| ۲۲ فروردین  | سید مصطفی میرسلیم         |       | عضو مجمع تشخیص مصلحت نظام، سرپرست نهاد ریاست‌جمهوری و مشاور عالی رئیس‌جمهور آیت‌الله خامنه‌ای، وزیر ارشاد دولت دوم هاشمی رفسنجانی، رئیس شورای مرکزی حزب موتلفه      |                   | تأیید صلاحیت     |
| ۲۲ فروردین  | قاسم شعله‌سعدی             |       | نماینده مجلس سوم و چهارم |                   | عدم احراز صلاحیت |
| ۲۳ فروردین  | مسعود زریبافان            |       | رئیس بنیاد شهید و معاون رئیس‌جمهور در دولت دوم احمدی‌نژاد، نمایندهٔ شورای شهر دوم تهران                                                                            |                   | عدم احراز صلاحیت |
| ۲۳ فروردین  | حمید بقایی                |       | رئیس سازمان میراث فرهنگی در دولت احمدی‌نژاد، معاون اجرایی دولت دوم احمدی‌نژاد                                                                                     |                   | عدم احراز صلاحیت |
| ۲۳ فروردین  | محمود احمدی‌نژاد           |       | رئیس‌جمهور پیشین، عضو مجمع تشخیص مصلحت نظام، شهردار پیشین تهران، استاندار پیشین اردبیل در حمایت از حمید بقایی                                                    |                   | عدم احراز صلاحیت |
| ۲۳ فروردین  | موسی‌الرضا ثروتی           |       | نماینده مجلس هفتم تا نهم |                   | عدم احراز صلاحیت |
| ۲۳ فروردین  | محمدعلی پورمختار          |       | نماینده مجلس نهم و دهم |                   | عدم احراز صلاحیت |
| ۲۴ فروردین  | حسن سبحانی                |       | نماینده مجلس پنجم تا هفتم |                   | عدم احراز صلاحیت |
| ۲۴ فروردین  | سید مصطفی هاشمی‌طبا        |       | وزیر صنایع سنگین دولت باهنر، وزیر صنایع دولت اول موسوی، رئیس سازمان تربیت بدنی دولت دوم هاشمی رفسنجانی و دولت اول خاتمی، نامزد تأییدشدهٔ در انتخابات ۱۳۸۰        |                   | تأیید صلاحیت     |
| ۲۴ فروردین  | سید احمد کاشانی           |       | نمایندهٔ مجلس اول و دوم |                   | عدم احراز صلاحیت |
| ۲۴ فروردین  | سید محمد غرضی             |       | نمایندهٔ مجلس نخست، وزیر نفت دولت باهنر و دولت اول موسوی، وزیر پست دولت دوم موسوی دولت هاشمی رفسنجانی، نمایندهٔ شورای شهر اول تهران، نامزد تأییدشدهٔ انتخابات ۱۳۹۲ |                   | عدم احراز صلاحیت |
| ۲۴ فروردین  | سید هاشم بطحایی گلپایگانی |       | نمایندهٔ مجلس خبرگان رهبری پنجم |                   | عدم احراز صلاحیت |
| ۲۴ فروردین  | علی یوسف‌پور               |       | نمایندهٔ مجلس دوم تا چهارم، معاون پیشین وزیر رفاه، مدیر مسئول روزنامه سیاست روز                                                                                  |                   | عدم احراز صلاحیت |
| ۲۵ فروردین  | حسن نوروزی                |       | نمایندهٔ مجلس هشتم و دهم |                   | عدم احراز صلاحیت |
| ۲۵ فروردین  | مصطفی کواکبیان            |       | نمایندهٔ مجلس هشتم و دهم، دبیرکل حزب مردم‌سالاری |                   | عدم احراز صلاحیت |
| ۲۵ فروردین  | اعظم طالقانی              |       | نمایندهٔ مجلس اول، دبیرکل جامعهٔ زنان انقلاب اسلامی |                   | عدم احراز صلاحیت |
| ۲۵ فروردین  | علیرضا زاکانی             |       | نماینده مجلس هفتم تا نهم |                   | عدم احراز صلاحیت |
| ۲۵ فروردین  | حسن روحانی                |       | رئیس‌جمهور کنونی، عضو مجمع تشخیص مصلحت نظام، نمایندهٔ مجلس خبرگان رهبری، دبیر شورای عالی امنیت ملی دولت هاشمی رفسنجانی و خاتمی، نمایندهٔ مجلس دوم تا پنجم          |                   | تأیید صلاحیت     |
| ۲۵ فروردین  | سید ابراهیم رئیسی         |       | متولی آستان قدس رضوی، نمایندهٔ مجلس خبرگان رهبری، دادستان پیشین کل کشور، معاون اول پیشین قوه قضائیه، رئیس پیشین سازمان بازرسی کل کشور                            |                   | تأیید صلاحیت     |
| ۲۶ فروردین  | صادق خلیلیان              |       | وزیر جهاد کشاورزی دولت دوم احمدی‌نژاد |                   | عدم احراز صلاحیت |
| ۲۶ فروردین  | عوض حیدرپور               |       | نماینده مجلس هفتم تا نهم |                   | عدم احراز صلاحیت |
| ۲۶ فروردین  | عبدالحسن مقتدایی          |       | نماینده مجلس سوم و چهارم، استاندار پیشین خوزستان و هرمزگان |                   | عدم احراز صلاحیت |
| ۲۶ فروردین  | علیرضا منادی              |       | نماینده مجلس هشتم و نهم |                   | عدم احراز صلاحیت |
| ۲۶ فروردین  | محمدمهدی زاهدی            |       | نماینده مجلس نهم و دهم، وزیر آموزش عالی دولت احمدی‌نژاد، سفیر پیشین ایران در مالزی                                                                               |                   | عدم احراز صلاحیت |
| ۲۶ فروردین  | سید احمد موسوی            |       | نماینده مجلس سوم و چهارم و هفتم، معاون حقوقی و پارلمانی دولت نخست احمدی‌نژاد، سفیر پیشین ایران در سوریه                                                          |                   | عدم احراز صلاحیت |
| ۲۶ فروردین  | قدرت‌علی حشمتیان           |       | نماینده مجلس پنجم، رئیس خانه احزاب |                   | انصراف           |
| ۲۶ فروردین  | حمیدرضا حاجی‌بابایی        |       | نماینده مجلس پنجم تا هشتم و دهم، وزیر آموزش و پرورش دولت دوم احمدی‌نژاد                                                                                          |                   | عدم احراز صلاحیت |
| ۲۶ فروردین  | محسن رهامی                |       | نماینده مجلس اول و دوم، دبیرکل انجمن مدرسین دانشگاه‌ها، عضو شورای عالی سیاست گذاری اصلاح طلبان                                                                   |                   | عدم احراز صلاحیت |
| ۲۶ فروردین  | محمد هاشمی رفسنجانی       |       | عضو پیشین مجمع تشخیص مصلحت نظام، رئیس پیشین سازمان صداو سیما، معاون اجرایی دولت دوم هاشمی و نخست خاتمی                                                          |                   | عدم احراز صلاحیت |
| ۲۶ فروردین  | محمدباقر قالیباف          |       | شهردار تهران، فرمانده پیشین نیروی انتظامی، نامزد انتخابات ریاست جمهوری در سالهای ۱۳۸۴ و ۱۳۹۲                                                                    |                   | تأیید صلاحیت     |
| ۲۶ فروردین  | اسحاق جهانگیری            |       | معاون اول رئیس‌جمهور، رئیس پیشین حزب کارگزاران سازندگی، وزیر پیشین معادن و فلزات، وزیر پیشین صنایع و معادن، نماینده مجلس دوم و سوم                               |                   | تأیید صلاحیت     |

محمد عباسی وزیر تعاون در دولت نهم و وزیر ورزش و جوانان در دولت دهم و نماینده دوره هفتم مجلس

### سایر ثبت‌نام کرده‌ها
| - هوشنگ امیر احمدی، استاد دانشگاه راتگرز، نیوجرسی، آمریکا - مهدی خزعلی، مدیر انتشارات حیّان - وهاب عزیزی، دبیرکل جهادگران ایران اسلامی - جواد گلپایگانی، بازیگر و تهیه‌کننده - حمیدرضا احمدآبادی، فعال بسیجی - علیرضا متانی، دبیرکل حزب دفاع از ایثارگران و قانون اساسی - مریم ابراهیم‌وند، کارگردان و تهیه‌کننده سینما - محمد غفاری، فرمانده سابق نیروی انتظامی سیستان و بلوچستان - خسرو نصیرزاده، دبیرکل مجمع متخصصین ایران - سیروس میمنت، بازیگر و نویسنده - علیرضا رجایی، مشاور نهاد ریاست جمهوری | - مهدی کلهر، مشاور رسانه‌ای پیشین رئیس‌جمهور و سازمان صدا و سیما - محمد زارع فومنی، دبیرکل حزب مردمی اصلاحات - محسن غرویان، مدرس حوزهٔ علمیهٔ قم و استاد مؤسسه امام خمینی - امین‌الله رشیدی، شاعر، خواننده و آهنگساز - امرالله شیخیانی، دبیرکل حزب مردم - سعید یاری، دبیرکل سازمان دفاع از منافع ملی - بهمن لامعی، معاون سابق بیمه مرکزی ایران - حسن بیادی، دبیرکل جمعیت آبادگران جوان، عضو پیشین شورای شهر تهران - سیدعلی گرامیان، مشاور فرهنگی وزیر صنعت - محمود عباس‌زاده، مدیرکل سیاسی پیشین وزارت کشور، استاندار پیشین ایلام - عباس پالیزدار، عضو هیئتِ تحقیق و تفحص مجلس هفتم از قوهٔ قضائیه |

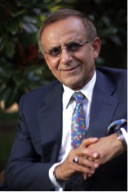
هوشنگ امیر احمدی
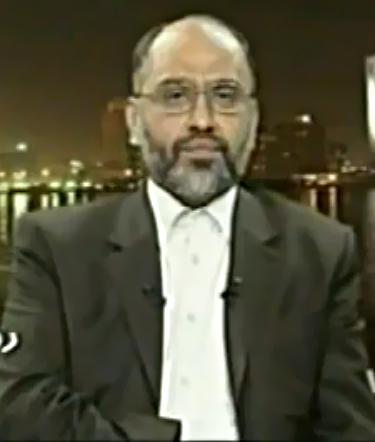
مهدی خزعلی
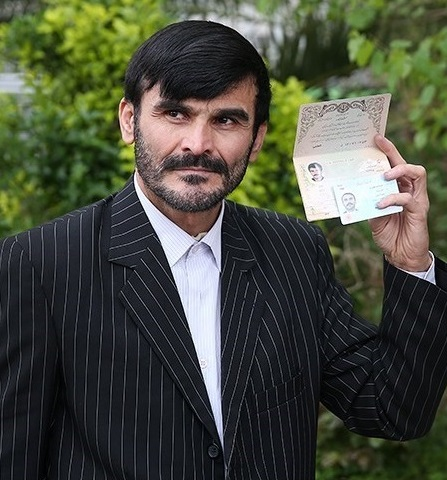
حمیدرضا احمدآبادی
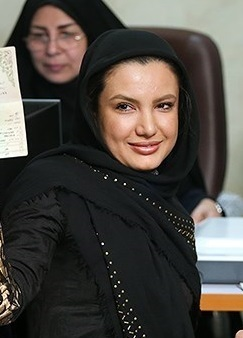
مریم ابراهیم‌وند
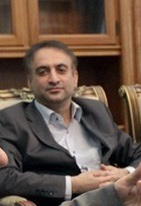
خسرو نصیرزاده
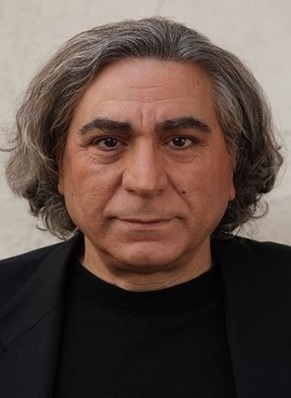
سیروس میمنت
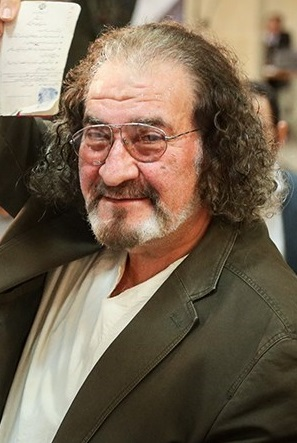
مهدی کلهر
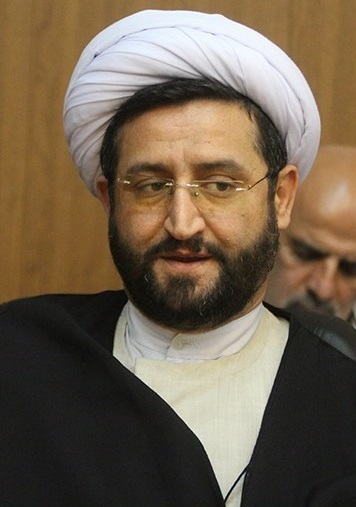
محمد زارع فومنی
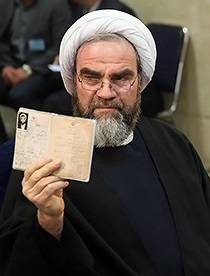
محسن غرویان
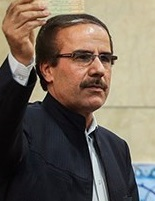
امرالله شیخیانی
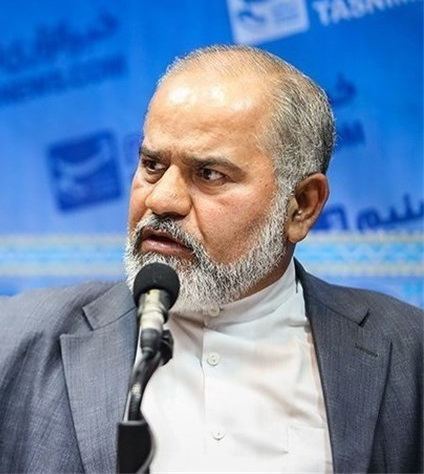
سعید یاری
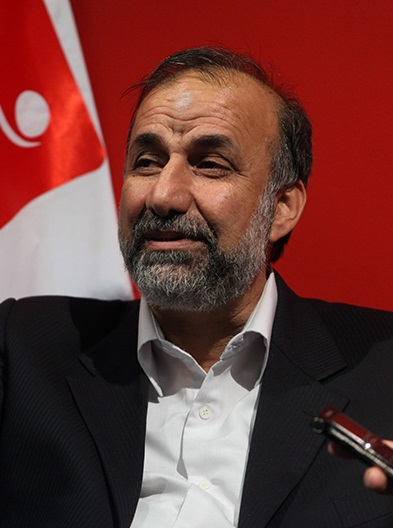
حسن بیادی
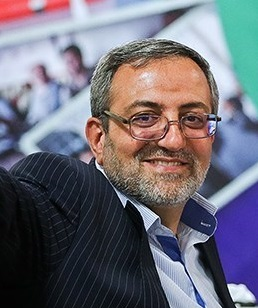
عباس پالیزدار

## نامزدهای احراز صلاحیت نشده
| - محمود احمدی‌نژاد - محمد هاشمی رفسنجانی - فرید فرجی - حمید بقایی - سید محمد غرضی - مصطفی کواکبیان - علیرضا زاکانی - حسن سبحانی - سید هاشم بطحایی گلپایگانی - حسن نوروزی - قاسم شعله‌سعدی - مسعود زریبافان | - موسی‌الرضا ثروتی - محمدعلی پورمختار - سید احمد کاشانی - علی یوسف‌پور - اعظم طالقانی - صادق خلیلیان - عوض حیدرپور - عبدالحسن مقتدایی - علیرضا منادی - محمدمهدی زاهدی - سید احمد موسوی | - حمیدرضا حاجی‌بابایی - محسن رهامی - حمیدرضا احمدآبادی - هوشنگ امیراحمدی - مهدی خزعلی - جواد گلپایگانی - علیرضا متانی - مریم ابراهیم‌وند - محمد غفاری - خسرو نصیرزاده - سیروس میمنت | - علیرضا رجایی - مهدی کلهر - محسن غرویان - امین‌الله رشیدی - امرالله شیخیانی - سعید یاری - بهمن لامعی - حسن بیادی - سیدعلی گرامیان - محمود عباس‌زاده مشکینی - عباس پالیزدار |

## کنارکشیدگان
- وهاب عزیزی[۶۲]
- قدرت‌علی حشمتیان[۶۳]
- محمد زارع فومنی[۶۴]

## نیامدگان

### کسانی که گفته بودند، نمی‌آیند
| - یحیی آل‌اسحاق، وزیر پیشین بازرگانی - محمود احمدی‌نژاد۱، رئیس‌جمهور پیشین - کامران باقری لنکرانی، وزیر پیشین بهداشت - محمدرضا باهنر، عضو مجمع تشخیص مصلحت نظام، نائب رئیس پیشین مجلس - احمد توکلی، نماینده پیشین مردم تهران در مجلس - مهدی چمران، رئیس شورای اسلامی شهر تهران - غلامعلی حدادعادل، رئیس پیشین مجلس شورای اسلامی - سید محمدصادق خرازی، دبیرکل حزب ندا - کامران دانشجو، وزیر پیشین علوم - محسن رضایی، عضو مجمع تشخیص مصلحت نظام، فرمانده پیشین سپاه، نامزد سه دوره انتخابات اخیر - محمدمهدی زاهدی۱، نمایندهٔ مجلس و وزیر پیشین علوم، تحقیقات و فناوری - علی‌اکبر صالحی، رئیس سازمان انرژی اتمی، وزیر پیشین امور خارجه - سید شهاب‌الدین صدر، نامزد انتخابات هشتم - سید عزت‌الله ضرغامی، رئیس پیشین سازمان صدا و سیما | - محمدجواد ظریف، وزیر امور خارجه - پرویز فتاح، رئیس کمیتهٔ امداد امام خمینی، وزیر پیشین نیرو - علی فلاحیان، وزیر اطلاعات دولت سازندگی - رستم قاسمی، مشاور عالی وزیر دفاع، وزیر پیشین نفت - سید حسن قاضی‌زاده هاشمی، وزیر بهداشت - علی لاریجانی، رئیس مجلس شورای اسلامی - غلامرضا مصباحی مقدم، عضو مجمع تشخیص مصلحت نظام، نمایندهٔ پیشین مجلس - مصطفی معین، وزیر علوم دولت اصلاحات، نامزد انتخابات نهم - محسن مهرعلیزاده، نامزد انتخابات نهم - علی نیکزاد، وزیر پیشین راه و شهرسازی، استاندار پیشین اردبیل - محمود واعظی، وزیر ارتباطات دولت یازدهم - مرضیه وحید دستجردی، وزیر پیشین بهداشت، نمایندهٔ پیشین مجلس - علی اکبر ولایتی، عضو مجمع تشخیص مصلحت نظام |